# Sylvie Tellier

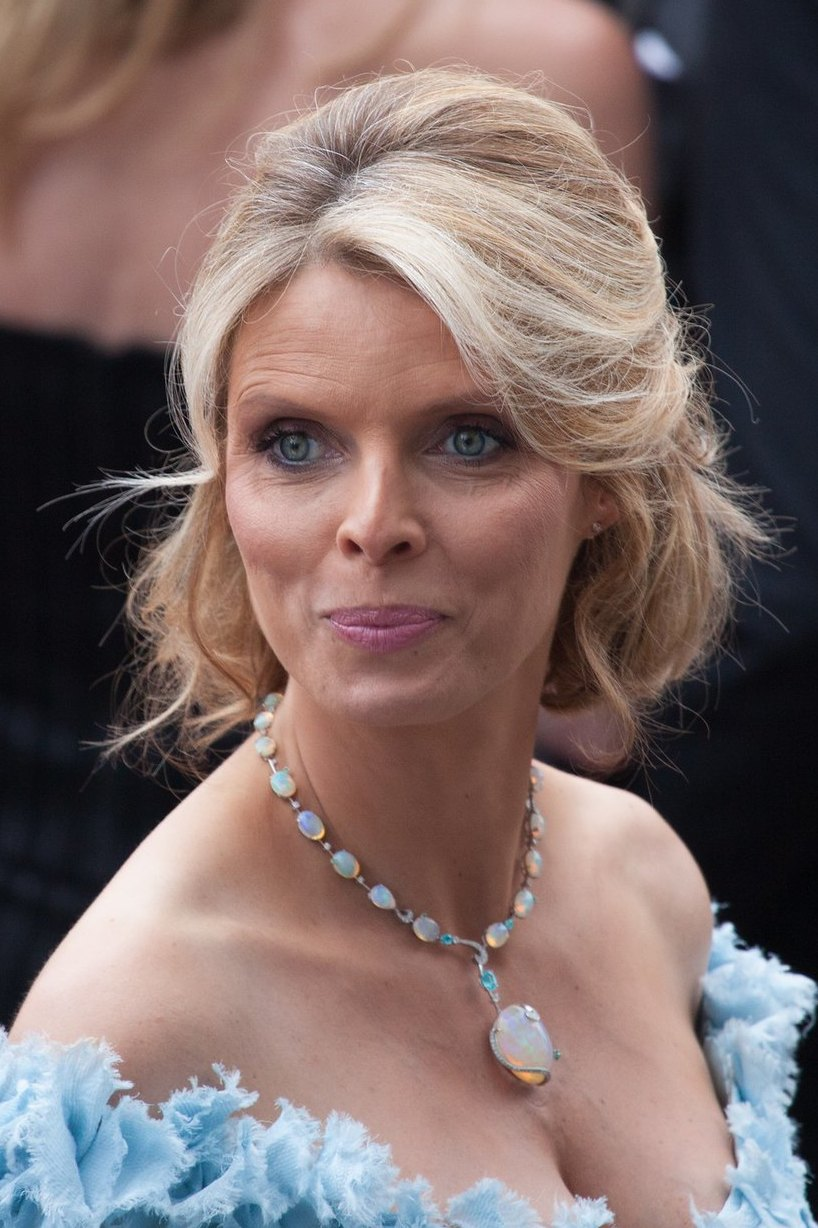
Sylvie Tellier (2018)

Sylvie Tellier (* 28. Mai 1978 in Nantes) ist ein französisches Model.

## Biografie
Gossuin absolvierte ein Jurastudium an der Universität Lyon III.
Im Jahr 2001 wurde sie zur Miss Lyon gewählt, woraufhin sie am Miss-France-Wettbewerb 2002 teilnahm und dort den ersten Platz belegte. Sie vertrat Frankreich bei Miss Universe 2002. 2005 wurde das Buch Sans compromis : Conversations avec Sylvie Tellier, Miss France 2002 veröffentlicht. Im gleichen Jahr erschien sie im Kalender von Télé 7 Jours. Seit 2007 ist sie Nationaldirektorin des Miss-France-Wettbewerbs.
Sie war von 2007 bis 2012 mit ihrem ersten Ehemann verheiratet und hat einen 2010 geborenen Sohn aus dieser Ehe. Aus einer weiteren Beziehung mit einem Mann, mit dem sie seit 2017 verheiratet ist, hat sie eine 2014 geborene Tochter und einen 2018 geborenen Sohn.